# Provincia di Banteay Meanchey
La provincia di Banteay Meanchey ("ខេត្តបន្ទាយមានជ័យ" in lingua khmer) è una provincia della Cambogia situata nella parte nord-occidentale del paese; il suo capoluogo è Sisophon ed è una delle nove province che fa parte della Riserva della Biosfera del Tonle Sap. In lingua khmer, Banteay Meanchey significa "Fortezza della Vittoria".

## Geografia antropica

### Suddivisioni amministrative
La provincia di Banteay Meanchey è suddivisa in 8 distretti, suddivisi ulteriormente in 64 comuni e 634 villaggi:
- 0102 Mongkol Borei (មង្គលបុរី)
- 0103 Phnom Srok (ភ្នំស្រុក)
- 0104 Preah Netr Preah (ព្រះនេត្រព្រះ)
- 0105 Ou Chrov (អូរជ្រៅ)
- 0106 Serei Saophoan (សិរីសោភ័ណ)
- 0107 Thma Puok (ថ្មពួក)
- 0108 Svay Chek (ស្វាយចេក)
- 0109 Malai (ម៉ាល័យ)